# Liste der Monuments historiques in Les Bois d’Anjou
Die Liste der Monuments historiques in Les Bois d’Anjou führt die Monuments historiques in der französischen Gemeinde Les Bois d’Anjou auf.

## Liste der Bauwerke

### Brion
| Bezeichnung                  | Beschreibung                        | Standort                   | Kennzeichnung | Schutzstatus | Datum | Bild           |
| ---------------------------- | ----------------------------------- | -------------------------- | ------------- | ------------ | ----- | -------------- |
| Kirche St-Gervais-St-Protais | Erbaut im 12. Jahrhundert           | Place Saint-Gervais (Lage) | PA00108991    | Classé       | 1910  | weitere Bilder |
| Logis de la Cuche            | Haus, erbaut im 16./17. Jahrhundert | 9 Grand Rue (Lage)         | PA00108992    | Inscrit      | 1987  |                |
| Château de Chavigné          | Schloss, erbaut im 17. Jahrhundert  | (Lage)                     | PA00108990    | Inscrit      | 1986  |                |
| Logis de la Rosellière       | Haus, erbaut ab dem 15. Jahrhundert | 11 Grand Rue (Lage)        | PA00108993    | Inscrit      | 1987  |                |

### Fontaine-Guérin
| Bezeichnung                         | Beschreibung                              | Standort                     | Kennzeichnung | Schutzstatus | Datum | Bild           |
| ----------------------------------- | ----------------------------------------- | ---------------------------- | ------------- | ------------ | ----- | -------------- |
| Kirche St-Martin                    |                                           | Rue Celestine Garnier (Lage) | PA00109106    | Inscrit      | 1926  | weitere Bilder |
| Reste des Château de la Tour du Pin | Schloss                                   | (Lage)                       | PA00109105    | Inscrit      | 1926  |                |
| Manoir de Chape                     | Herrenhaus, erbaut im 16./17. Jahrhundert | (Lage)                       | PA00109107    | Inscrit      | 1970  |                |

### Saint-Georges-du-Bois
| Bezeichnung       | Beschreibung                       | Standort | Kennzeichnung | Schutzstatus | Datum | Bild |
| ----------------- | ---------------------------------- | -------- | ------------- | ------------ | ----- | ---- |
| Château de Laveau | Schloss, erbaut im 17. Jahrhundert | (Lage)   | PA00109265    | Inscrit      | 1984  |      |